# 波哥国家公园
莫尼旺波哥国家公园（Preah Monivong Bokor National Park），又稱波哥国家公园（Bokor National Park）、波哥山國家公園（Phnom Bokor National Park），位于柬埔寨南部。该公园是柬埔寨仅有的两座东盟文化遗产公园之一。.